# Pumwaree Yodkamol
Pumwaree Yodkamol (Thai: ภุมวารี ยอดกมล) (Bangkok, 9 februari 1982) is een Thais actrice. Zij speelde in 2003 de rol van Muay Lek in Ong-Bak, naast hoofdrolspeler Tony Jaa. In The Bodyguard speelde zij de rol van Pok. 
- International Standard Name Identifier: 0000 0001 2126 2155
- Système universitaire de documentation: 148229786
- Virtual International Authority File: 88149066579365601809